# Duvdevan
Duvdevan (en hebreo: יחידת דובדבן) (transliterado: Yehidat Duvdevan) es una unidad de élite de las fuerzas especiales de las Fuerzas de Defensa Israelíes, directamente subordinadas a la División del Área de Judea y Samaria. La unidad Duvdevan es particularmente conocida por realizar operaciones contra militantes palestinos en las regiones urbanas de Cisjordania. Durante esas operaciones, los soldados de la unidad Duvdevan conducen vehículos civiles modificados y van vestidos como ciudadanos civiles árabes. La unidad militar Duvdevan (en hebreo: יחידת דובדבן) (en español: unidad cereza) es una fuerza de operaciones especiales de élite existente dentro de las Fuerzas de Defensa de Israel, la unidad forma parte de la Brigada de Comandos. La unidad militar Duvdevan se caracteriza por llevar a cabo operaciones encubiertas en áreas urbanas, durante las cuales a menudo se disfrazan de ciudadanos árabes. También están entrenados en tareas de contra vigilancia. A diferencia de otras unidades de las fuerzas especiales, los miembros de la unidad pueden operar independientemente en más de un lugar a la vez. La unidad realiza muchas operaciones complicadas y de alto riesgo, entre ellas llevan a cabo los asesinatos selectivos, los secuestros, y otras operaciones en aldeas árabes, muchas de estas operaciones son información clasificada. Junto con la unidad militar de élite Sayeret Matkal, los miembros de la unidad Duvdevan son los únicos soldados de las Fuerzas de Defensa de Israel que están autorizados a usar sus uniformes sin identificarse. Duvdevan es una de las unidades más prestigiosas de las FDI, es habitual el reclutamiento en esta unidad entre los jóvenes en edad de realizar el servicio militar en Eretz Israel. El lema de la unidad Duvdevan es el siguiente: (en hebreo: כי בתחבולות תעשה לך מלחמה ותשועה ברוב יועץ) (traducción al español: Porque con sabio consejo harás tu guerra; y en multitud de consejeros hay seguridad). (Proverbios 24:6).
La unidad es conocida por su insignia y Duvdevan es el nombre de la unidad. Esta unidad de comando de las FDI es conocida por ser la élite de las fuerzas de combate. En su corta historia de 20 de años de combate ha sido común llamar a la unidad especial "la cereza"; pues la única cosa que está sobre la crema del pastel es una cereza. La unidad es única en varios aspectos: es la única unidad de las IDF (sin incluir las unidades de la policía) que no tiene ninguna misión en tiempo de guerra, solamente misiones cotidianas y operaciones dirigidas. La unidad, a diferencia de otras unidades de las fuerzas especiales, puede trabajar en más de un lugar simultáneamente, y puede operar de forma independiente. Esto significa proporcionar su propia información, apoyo, rescate, equipos médicos, extracción, francotiradores, demoliciones, etcétera. La unidad puede ejecutar arrestos de alto riesgo, allanamientos de morada, asesinatos selectivos, secuestros y otras operaciones de guerrilla urbana.
La unidad está bajo las órdenes de la división del Área de Judea y Samaria de las FDI. Esto significa que la unidad está bajo las órdenes del mando regional de las FDI, y no de una brigada, como en la mayoría de las otras unidades militares israelíes. Esto permite a la unidad operar en cualquier lugar del país, y en ningún lugar específico, a diferencia de las otras unidades, que se adjuntan a las brigadas como la Unidad Egoz, la Brigada Golani, la unidad Maglan, la 35.ª Brigada Paracaidista, o la unidad canina Oketz, y la unidad LOTAR Eilat, ubicada en una base del Ejército israelí en la ciudad turística de Eilat. Solo la unidad Duvdevan y la unidad Sayeret Matkal están autorizadas a llevar sus uniformes sin sus correspondientes insignas de unidad. Duvdevan es más parecida a las unidades policiales Yamam y Yasam. Duvdevan funciona de la misma manera que las Fuerzas Especiales del Ejército de los Estados Unidos, los Boinas Verdes.
La unidad experimentó algunos cambios importantes en el año 2002:
1. La formación básica de la unidad ha sido transferida a una base de paracaidistas. Antes, la formación independiente se realizaba en la base de Adam, junto con la Unidad de Rescate 669 y la unidad canina Oketz. Dos hombres de la unidad murieron durante un entrenamiento realizado en una base militar durante la instrucción, posteriormente la unidad se trasladó a una base militar para la infantería. La formación básica es de siete meses y se lleva a cabo junto con los miembros de la 35.ª Brigada Paracaidista.
2. La base de la unidad ha sido transferida y completamente reconstruida, aunque se mantiene separada e independiente.
3. El proceso de selección para poder entrar en la unidad y comenzar el año y medio de formación se ha cambiado; desde un proceso de selección secreta independiente han pasado a ser dos pruebas de motivación divididas a su vez en dos fases. La primera prueba, cuando los candidatos son todavía civiles, dura 24 horas, la segunda prueba dura cinco días, después de los cuales los hombres entraran en el ejército israelí, después deben realizar una entrevista.
4. La unidad es el referente de las operaciones de lucha antiterrorista llevadas a cabo en Eretz Israel. En el año 2002, la unidad fue recompensada por el Primer ministro de Israel por su servicio en la Guerra contra el terrorismo.